# Китайская бабушка
«Китайская бабушка» — российская лирическая комедия режиссёра Владимира Тумаева, вышедшая в 2009 году.

## Сюжет
В небольшом провинциальном городке живут супруги-пенсионеры Катя и Павел. Они возятся на даче, по воскресеньям ездят на могилу единственного сына. Вечерами к ним заходит соседка Анна Македоновна выклянчить продуктов за своё якобы активное участие в жизни этой семьи. Характерным символом провинциальной безнадёги и обречённости предстаёт автобусный маршрут № 1: "Роддом — школа №3 — обл. поликлиника — кладбище".
Всё меняется после приезда из Москвы Милы, сестры Екатерины. Гостья, увлечённая фэншуем и японской поэзией, с первого же утра берётся за изменение жизни родственников.
За время, пока Мила гостит, квартира преображается. Катя снимает свой заношенный платок и вспоминает о том, что она женщина. Мила посещает хор ветеранов в местном Дворце культуры и, в конце концов, сознаётся, что гостит так долго потому, что стала жертвой квартирной аферы и осталась без жилья.
Наладив жизнь родственников и сделав праздничное поздравление к годовщине свадьбы, Мила уезжает со своим новым ухажёром. Однако совсем скоро снова раздаётся звонок, на пороге появляется Мила — китайская бабушка, перевернувшая очередную страницу своих отношений и готовая к новым переменам...

## В ролях
- Нина Русланова — Мила (Мила Денисовна), сестра Кати
- Ирина Муравьёва — Катя
- Александр Михайлов — Паша (Павел Иванович), муж Кати
- Кира Крейлис-Петрова — Аннушка (Анна Македоновна), соседка
- Владимир Толоконников — Игорь Андреевич, мужчина на свидании с Милой

### В эпизодах
- Александра Збарская — солистка хора ветеранов
- Михаил Никитин — баянист
- Сергей Февралёв — гитарист
- Али Алиев — продавец в палатке
- Галина Строганова — продавщица в палатке
- Владимир Плотицын — сосед по даче
- Владислав Иванов — бомж
- Соседи:
  - Лариса Брусс
  - Галина Чернышова
  - Михаил Зотов
  - Татьяна Лобова
  - Светлана Смирнова
- Хор «Россияночка» (город Видное), художественный руководитель: Елена Афанасьева.

## Съёмочная группа
- Автор сценария: Анна Богачёва
- Режиссёр-постановщик: Владимир Тумаев
- Оператор-постановщик: Дмитрий Кувшинов
- Художник-постановщик: Сергей Февралёв
- Композитор: Константин Шевелёв
- Звукорежиссёр: Ольга Сердюкова
- Режиссёр монтажа: Екатерина Гарькуша
- Режиссёр: Гета Багдасарова
- Художник по костюмам: Инна Кефчиян
- Художники по гриму: Ольга Куркина, Наталья Волкова
- Линейный продюсер: Ольга Голомовзюк
- Исполнительный продюсер: Алексей Голодницкий
- Продюсеры: Александр Литвинов, Владимир Меньшов

## Признание и награды
| Премия                   | Категория                                          | Лауреаты и номинанты | Результаты |
| ------------------------ | -------------------------------------------------- | -------------------- | ---------- |
| Кинопремия «Ника» (2011) | Премия «Ника» за лучшую женскую роль               | Нина Русланова       | Победа     |
| Кинопремия «Ника» (2011) | Премия «Ника» за лучшую женскую роль второго плана | Ирина Муравьёва      | Победа     |